# Hjo (stad)
Hjo is de hoofdstad van de gemeente Hjo in het landschap Västergötland en de provincie Västra Götalands län in Zweden. De plaats heeft 6075 inwoners (2005) en een oppervlakte van 446 hectare.

## Verkeer en vervoer
Bij de plaats lopen de Länsväg 194, Länsväg 195 en Länsväg 201.

## Geboren
- Knut Stenborg (1890-1946), atleet